# Pietro Faccini
Pour les articles homonymes, voir Faccini.
Pietro Faccini da Bologna (Bologne, 1562? - 1602 ou 1614) est un peintre italien de l'école bolonaise de la fin du  maniérisme et du baroque naissant.

## Biographie
Pietro Faccini fait son apprentissage auprès des frères Carrache, Ludovico et Annibale.
Entre 1593 et 1594 il prend ses distances vis-à-vis d'Annibale Carracci comme le montrent les  œuvres des retables des églises San Domenico et Santa Maria dei Servi et le Presepio de la Pinacoteca Nationale de Bologne qui montre l'influence de Ludovico, dans le retable Pellicani et dans la Madone du Rosaire du quart Inférieur, des citations explicites  de l'œuvre du Corrège et de Federico Barocci, dans l'autoportrait (maintenant aux Uffizi), des influences qui amèneront la désagrégation du maniérisme et anticipant la peinture du Settecento.
Annibale Castelli, Agostino Masucci, Domenico Maria Mirandola et Giovanni Maria Tamburini ont été de ses élèves.

## Œuvres
- Martyre de Saint Laurent , église San Giovanni in Monte de Bologne
- Sposalizio mistico di Santa Caterina e i Santi Protettori di Bologna Petronio, Procolo, Domenico, Francesco e Floriano, retable et une Annunciazione, pinacothèque de Bologne
- Mariage mystique de sainte Catherine, musées du Capitole, Rome
- Christ en gloire et Saints, Galerie des Offices, Florence
- Le Christ et la Vierge apparaissant à saint François d'Assise, retable initialement à l'église San Pietro de Cento, conservé au musée du Louvre, Paris
- Nombreux dessins aux département des Arts graphiques du musée du Louvre
- Le Christ et la Vierge apparaissant à saint François d'Assise
- La Madeleine au tombeau du Christ, musée des beaux-arts de Caen
- La Déploration sur le Christ mort, huile sur toile, 56,5 x 67,7 cm, musée du Louvre.

## Dessins
- Académie d'homme assis, tourné vers la gauche, sanguine et craie blanche sur papier beige. H. 0,411 ; L. 0,228 m[3]. Paris, Beaux-Arts de Paris. Les académies de Faccini peuvent être classées en deux ensembles très distincts. Le premier est constitué de nus saisis dans des positions contorsionnées avec des muscles saillants, presque grotesques. Le deuxième regroupe des académies exécutées à la sanguine. C'est le cas pour ce dessin, qui date certainement de la période de formation de l'artiste à l'académie des Incamminati[4].

## Galerie

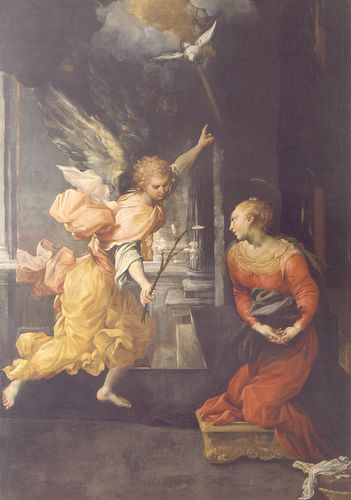
L'Annonciation, vers 1600, Pinacothèque de Bologne
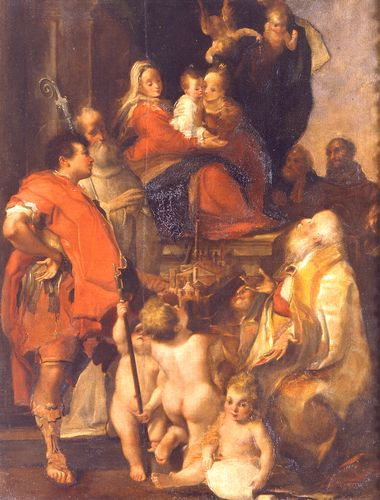
La Vierge apparaissant à saint Pierre et à sainte Catherine
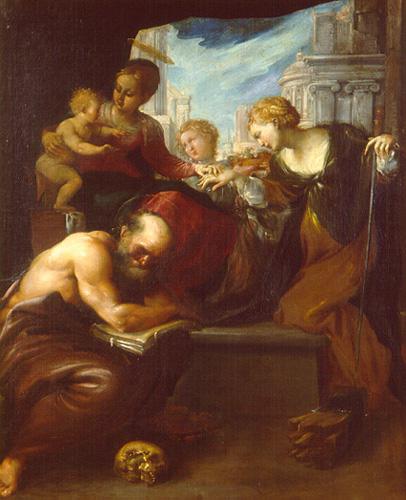
Le Mariage mystique de sainte Catherine, vers 1595

## Sources
- (en) Cet article est partiellement ou en totalité issu de l’article de Wikipédia en anglais intitulé « Pietro Faccini » (voir la liste des auteurs).